# Estadio municipal de El Soto
El estadio municipal El Soto es un recinto deportivo con capacidad para 14.000 espectadores de titularidad municipal , situado en la dehesa El Soto de la ciudad de Móstoles, Comunidad de Madrid, España. Fue inaugurado el 25 de junio de 1974. y desde el año 2012 juega los partidos como local el C.D. Móstoles U.R.J.C. principal equipo de la ciudad que milita la categoría de Segunda RFEF.